# Erik Lundberg (läkare)
Nils Erik Lundberg, född 6 januari 1889 i Helsingborg, död 9 september 1951 i Lovö församling, var en svensk läkare.
Erik Lundberg var son till godsägaren Nils Fredrik Lundberg. Efter mogenhetsexamen i Linköping 1906 studerade han vid Uppsala universitet och blev medicine kandidat 1910 och medicine licentiat 1916. Efter disputation vid Karolinska Institutet 1924 blev han medicine doktor 1925. Lundberg ha de förordnanden bland annat vid Stockholms epidemisjukhus 1916–1921, vid Åsö sjukhus 1923 och vid Serafimerlasarettets medicinska klinik 1925–1928 och var från 1926 docent i experimentell medicin vid Karolinska Institutet. Han företog ett flertal studieresor utomlands, och studerade bland annat för August Krogh i Köpenhamn 1924, 1926 och 1940 samt för Bernardo Houssay i Buenos Aires 1939. Lundberg publicerade en mängd arbeten främst rörande inre sekretionen, särskilt diabetes. Han var medarbetare i Nordisk familjeboks 3:e upplaga och medverkade från 1934 som radioföreläsare.